# Joás de Judá
Joás (hebreo: יְהוֹאָשׁ Yehoash, griego: Ιωάς Iōás, latín: Ioas; Jerusalén, c. 842 a. C. – Bet-Milo, c. 796 a. C.) fue el noveno rey de Judá, que reinó durante el período entre los años 835 a. C. – 796 a. C., aproximadamente.
Él fue el único que, gracias a sus tíos Joiada y Josaba, sobrevivió a una masacre instigada por su abuela paterna Atalía en la que mató a todos los hijos de su difunto hijo, Ocozías de Judá. A través de su abuela paterna, Joás era un descendiente de la casa de Omri.

## Familia y coronación
Era hijo de Ocozías y una mujer de Beerseba llamada Sibia, y el único descendiente que escapó con vida de la purga realizada por su abuela paterna, la reina Atalía. Fue ungido por el Sumo Sacerdote Joiada, que le había protegido en secreto.
Comenzó a reinar a la edad de siete años guiado por el Sumo Sacerdote Joiada.

## Obras
Entre sus obras destacadas en la Biblia fue conseguir un gran auge económico en recolección de dinero, para la restauración del templo, dañado gravemente en el reinado de Atalía; con el dinero también se construyeron varios artefactos religiosos, sin embargo no pudo eliminar los templos de otros ídolos del reino, por lo que la gente siguió adorando a otros dioses.

## Ejecución de los hijos de Joiada
Todo marchó tranquilo hasta la muerte de su guía Joiada. Joás y otros líderes del reino empezaron a ignorar la religión y a prestar atención a otros cultos, los profetas que advirtieron a Joás no fueron escuchados, y Zacarías, hijo de Joyada le advirtió igualmente, sin embargo Joás ordenó que lo maltrataran y lo ejecutó.

## Enfermedad y muerte
Tras estos hechos, Joás recibe una grave consecuencia, los arameos se dirigen a atacar Jerusalén y asesinan a todos los jefes, Joás debe entregarles un botín con todas las cosas preciosas que había conseguido, quedando sin las obras que había realizado para el templo, tras la invasión. Los arameos se fueron pero lo dejaron gravemente enfermo.
Tras la crisis algunos de sus oficiales decidieron conspirar, lo asesinaron hiriéndolo mientras estaba en cama, en Bet-Milo, y en su lugar reinó su hijo Amasías.

| Predecesor: Atalía | Rey de Judá 835 a. C. - 796 a. C. | Sucesor: Amasías |

## Arqueología
Un artefacto llamado la Inscripción de Joás salió a la luz en el año 2003, contiene una descripción de 15 líneas sobre la restauración del templo por parte del rey Joás en el siglo IX a. C. Su autenticidad fue puesta en duda por un informe de la Autoridad de Antigüedades de Israel, que afirmó que la pátina de la superficie contenía microfósiles de foraminifera. Como estos fósiles no se disuelven en el agua, no pueden aparecer en una pátina de carbonato de calcio, lo que llevó a los investigadores iniciales a concluir que la pátina debía ser una mezcla química artificial aplicada a la piedra por falsificadores. A finales de 2012, la comunidad académica está dividida sobre si la lápida es auténtica o no. Comentando un informe de 2012 de geólogos que defendían la autenticidad de la inscripción, en octubre de 2012, Hershel Shanks —que cree que la inscripción es genuina— escribió que la situación actual era que la mayoría de los estudiosos de la lengua hebrea creen que la inscripción es una falsificación y los geólogos que es genuina, y por lo tanto «Debido a que confiamos en los expertos, y porque hay un conflicto aparentemente irresoluble de expertos en este caso, Biblical Archaeology Review no ha tomado ninguna posición con respecto a la autenticidad de la inscripción de Joás». En febrero de 2016, el profesor Ed Greenstein de la Universidad Bar-Ilan, Israel, publicó un artículo de revisión actualizado La llamada inscripción de Joás: una autopsia, comentando los diversos análisis académicos de la tablilla y su inscripción. Greenstein, un filólogo semítico, sostiene que la inscripción contiene «anomalías en la ortografía y los usos lingüísticos que no concordaban con lo que sabemos sobre la escritura y el idioma hebreo antiguo».